# كارلوس فيريرا
كارلوس فيريرا هو متسابق يخت برتغالي، ولد في 2 مايو 1931.

## وصلات خارجية
- كارلوس فيريرا على موقع أوليمبيديا (الإنجليزية)